# 梓木林子古墓
梓木林子古墓，位于中国河北省承德市梓木林子，为承德市承德县的一个省级文物保护单位，类型为古墓葬，公布时间为1982年7月23日。
梓木林子古墓的历史年代为辽代。